# ジョムトーン・チュワタナ
ジョムトーン・チューワッタナ（泰: จอมทอง ชูวัฒนะ、英: Jomthong Chuwattana、1989年7月28日 - ）は、タイの男性ムエタイ選手、元プロボクサー。ヤソートーン県マハーチャナチャイ郡出身。元WBCムエタイ世界ライト級王者。元WBCムエタイ世界フェザー級王者。元OPBF東洋太平洋スーパーフェザー級王者。

## 人物
ムエタイの二大殿堂王座の一つラジャダムナン・スタジアムの王座を14歳で初獲得すると、飛び級を含めて3階級制覇。フェザー級とライト級でもWBCムエタイ世界王座を獲得し、現在はウェルター級を主戦場とする。ムエタイでパコーン・P.K.セーンチャイムエタイジムに3連敗、ゴーンサックにパンチでダウンを奪われて敗れるなどトップ戦線で苦戦が続き始めたのを機にプロボクシングにも1階級下のスーパーフェザー級で並行参戦し、4戦目でOPBF東洋太平洋王座を獲得した。
ムエタイでの最大の武器は左ミドルキックであり、距離を取っての蹴り技が得意とするフィームースタイル。接近戦での首相撲の膝蹴りと肘打ちも駆使する。得意の蹴り技が禁止のボクシングルールでは圧力をかけて前進し続けて接近戦で殴り勝つ戦い方であり、ルールによって全く正反対の別人のようなファイトスタイルを使い分けている。「ムエタイの方がボクシングよりも好き」と語っている。
アンモーことチューチャルーン・ラウィーアラムウェンがプロモーター兼会長を務めているチュワタナジム所属。なおマッチメイクはチュワタナジムとゴーキャット・パニッチャヤロムがプロモーター兼オーナーを務めるゴーキャットグループプロモーションズの共同で行っている。
 

## 来歴

### ムエタイ・キックボクシング
2004年3月3日、14歳の若さでラジャダムナン・スタジアムバンタム級王座を獲得した。
2004年11月6日、北九州メディアドームで行われた「TITANS 1st」で菊地剛介（伊原道場）とK-1ルールで対戦し、3回判定勝ちを収めた。
2006年9月4日、ラジャダムナン・スタジアムでロナチャイ・ナラッリクンと対戦し、5回判定勝ちを収めWMC世界フェザー級王座を獲得した。
2006年11月16日、ラジャダムナン・スタジアムでアヌワット・ゲーオサムリットと対戦し、5回判定勝ちを収めラジャダムナンフェザー級王座を獲得、2階級制覇を達成した。
2007年10月11日、ルンピニー・スタジアムでセンチャイ・ソー・キングスターと対戦し、5回判定負けを喫した。
2008年7月31日、ラジャダムナン・スタジアムでアヌワット・ゲーオサムリットと対戦し、5回判定勝ちを収めWBCムエタイ世界フェザー級王座を獲得した。
2009年8月6日、バンコクで行われたスック・ダウルン・チューチャルーン+ルンピニースーパーでノンオー・シットオーと対戦し、5回判定負けを喫した。
2009年11月28日、リヨンで行われたA-1 World Cup Combat Lyonでアルバート・チェイ（フランス)と対戦し、5回判定勝ちを収め初防衛に成功した。
2010年10月7日、ラジャダムナン・スタジアムでゴーンナコンバーン・ソー・キッルンローッとラジャダムナンスーパーフェザー級王座決定戦を行い、5回判定勝ちを収めラジャダムナン王座の3階級制覇を達成した。
2011年1月31日、ラジャダムナン・スタジアムで行われたスック・ダウルン・チューチャルーンでトゥカタートーン・ペットパヤータイと対戦し、5回判定勝ちを収めラジャダムナン王座の初防衛に成功した。
2011年3月31日、バンコクで行われたスック・ダウルン・チューチャルーン－ルンピニー　For Tsunami Japanでノンオー・シットオーと対戦し、5回判定勝ちを収め2年前の借りを返した。
2011年5月5日、ラジャダムナン・スタジアムで行われたスック・ダウルン・チューチャルーンでノンオー・ガイヤーンハーダオジムと対戦し、5回判定勝ちを収めノンオーとの3度目の対戦を制した。
2011年10月2日、後楽園ホールで行われたWBCムエタイ・ジャパン第2回大会 「The Path to the World Champion」で大和哲也（大和）と対戦し、5回判定勝ちを収めた。
2011年11月4日、バンコクのスパチャラサイ国立競技場で増田博正（スクランブル渋谷）とWBCムエタイ世界ライト級王座決定戦を行い、2回1分22秒TKO勝ちを収めWBCムエタイ王座の2階級制覇を達成した。
2012年6月9日、ノンタブリー県のインパクト・アリーナでイェトキン・オズクル（トルコ）と対戦し、5回判定勝ちを収め初防衛に成功した。
2014年3月29日、バンコクで行われた67kg契約MAXムエタイ4MANトーナメント決勝でマイク・300・デミトリウ（オーストラリア）と対戦し、2回TKO勝ちを収め優勝した。
2014年12月7日、バンコクで行われた67kg契約MAXムエタイ4MANトーナメント決勝でジンリートーン・スィートランスフェリーと対戦し、3回判定勝ちを収め優勝した。
2015年3月7日、鄭州で行われたWLF世界67kg級トーナメント準々決勝で敦冬旺（中国）に3-0の判定勝ち。続く準決勝で邱建良（中国）と対戦し、3-0の判定勝ちを収めて決勝に進出した。
2015年7月4日、鄭州で行われたWLF世界67kg級トーナメント決勝で楊蛼（中国）と対戦し、4回判定負けを喫し惜しくも優勝を逃した。
2015年8月22日、廈門で行われたWLF2015で謝雷（中国）と対戦し、3回判定勝ちを収めた。
2015年12月5日、スーパームエタイでセルゲイ・クリャバ（ウクライナ）と67kg契約3回戦を行い、3-0の判定勝ちを収めた。
2016年1月23日、上海で行われたWLF2015で鄧澤奇（中国）と対戦し、初回KO勝ちを収めた。
2016年4月2日、深圳で行われたWLFGlory of Heroesで邱建良（中国）と1年1ヵ月ぶりに再戦し、4回判定負けを喫した。
2016年6月5日、成都で行われたKunlun Fight 45の70kg WORLD MAX 2016 Group M準決勝第2試合でウォーレン・スティーブルマンズ（南アフリカ）と対戦し、3回3-0の判定勝ちを収め決勝進出を果たした。続く決勝で顧輝（中国）と対戦し、3回3-0の判定勝ちを収め70kg WORLD MAX 2016 Group Mで優勝した。
2016年8月20日、済南で行われたKunlun Fight 50の70kg WORLD MAX 2016トーナメントでイ・ソンヒョン（韓国）と対戦し、3回3-0の判定勝ちを収め準々決勝に進出した。
2016年9月24日、北京で行われたKunlun Fight 53の70kg WORLD MAX 2016トーナメント準々決勝で田鑫（中国）と対戦し、3回判定勝ちを収め準決勝に進出した。
2017年1月1日、三亜で行われたKunlun Fight 56の70kg WORLD MAX 2016トーナメント準決勝でダビッド・キリアと対戦し、4回判定勝ちを収め決勝進出を果たし、続く決勝でスーパーボン・バンチャメーク（タイ）と対戦し、3回2分40秒KO負けを喫し準優勝で終えた。
2017年3月18日、ナイメーヘンで行われたEnfusion Live 47でモハメド・カマル（オランダ）と対戦し、3回判定負けを喫した。
ムエタイの戦績は200勝38敗4分。

### プロボクシング
2010年3月7日、ラジャダムナン・スタジアムでチャータイ・チュムペートゥアとデビュー戦を行い、初回TKO勝ちを収めジョムトーンがデビュー戦を白星で飾った。
2010年8月9日、ラジャダムナン・スタジアムでクラチャナ・ジョッキージムとタイスーパーフェザー級王座決定戦を行い、2回TKO勝ちを収め王座獲得に成功した。
2011年2月23日、後楽園ホールで杉崎由夜（角海老宝石）と対戦し、3回2分47秒TKO勝ちを収めた。
2012年5月28日、ソウルのKBSスポーツワールドでOPBF東洋太平洋スーパーフェザー級王者金東赫（韓国）と対戦し、9回54秒TKO勝ちを収め王座獲得に成功した。
2012年11月24日、昆明市の昆明体育館でABCOコンチネンタルスーパーフェザー級王者ラネル・スコ（フィリピン）と対戦し、12回3-0（119-109、117-111、119-110）の判定勝ちを収めOPBF王座の初防衛、ABCOコンチネンタル王座の獲得に成功した。
この試合はWBC全アジアスーパーフェザー級初代王座決定戦として行われた為、ジョムトーンが初代王者となり、ABCOから2012年度の年間最高試合にも選ばれた。
2013年2月8日、バンコクバーンスー区で元OPBF東洋太平洋スーパーフェザー級王者ロナルド・ポンティージャス（フィリピン）と対戦し、12回3-0（118-110、117-111、119-109）の判定勝ちを収め2度目の防衛に成功した。
2014年8月24日、宜野湾市の沖縄コンベンションセンターで中真光石（沖縄ワールドリング）と対戦し、12回3-0（3者とも118-109）の判定勝ちを収め3度目の防衛に成功した。
2015年1月17日、後楽園ホールで金子大樹（横浜光）と対戦。1ヶ月前に67kg契約MAXムエタイトーナメントに出場したばかりとあって、減量に苦しみ、前日計量で2度の体重超過の末に3度目で計量クリア、さらに計量後の検診で39度の高熱が出ており、トイレで嘔吐を繰り返すなど最悪の体調だったが、12回3-0（116-112、2者が115-113）の判定勝ちを収め4度目の防衛に成功した。
2015年5月6日、大田区総合体育館でWBA世界スーパーフェザー級スーパー王者内山高志（ワタナベ）と対戦し、プロボクシング初黒星となる2回1分15秒TKO負けを喫し王座獲得に失敗した。

## 戦績

### ムエタイ・キックボクシング
| キックボクシング 戦績 | キックボクシング 戦績 | キックボクシング 戦績 | キックボクシング 戦績 | キックボクシング 戦績 | キックボクシング 戦績 | キックボクシング 戦績 |
| --------------------- | --------------------- | --------------------- | --------------------- | --------------------- | --------------------- | --------------------- |
| 263 試合              | (T)KO                 | 判定                  | その他                | 引き分け              | 無効試合              |                       |
| 211 勝                | 49                    | -                     | -                     | 4                     | 0                     |                       |
| 48 敗                 | -                     | -                     | -                     | 4                     | 0                     |                       |

| 勝敗 | 対戦相手                                     | 試合結果                            | 大会名                                                                                       | 開催年月日     |
| ×    | ダリル・フェルドンク                         | 1R 1:04 KO（バックハンドブロー）    | K-1 WORLD MAX 2025                                                                           | 2025年2月9日   |
| ×    | チョウ・ジアチェン                           | 3R終了 判定                         | 武林風549                                                                                    | 2024年10月26日 |
| ×    | ハン・ウェンバオ                             | 3R終了 判定0-3                      | 武林風547 【70kgトーナメント決勝戦】                                                         | 2024年8月31日  |
| ○    | モン・リンクオ                               | 1R KO（ローキック）                 | 武林風547 【70kgトーナメント準決勝】                                                         | 2024年8月31日  |
| ○    | フセイン・ザデー                             | 3R終了 判定3-0                      | Kunlun Fight 100                                                                             | 2024年6月29日  |
| ×    | マルク・ダス・レイ                           | 3R終了 判定0-3                      | Rajadamnern World Series                                                                     | 2024年4月13日  |
| ×    | 松岡力                                       | 3R終了 判定0-3                      | K-1 ReBIRTH2                                                                                 | 2023年12月9日  |
| ○    | 寧仁太・アリ                                 | 3R終了 判定3-0                      | AZABU PRESENTS K-1 WORLD GP 2023～スーパー・ウェルター級＆女子フライ級ダブルタイトルマッチ～ | 2023年7月17日  |
| ×    | 和島大海                                     | 3R+延長1R 0:25 TKO（ローキック）    | K-1 WORLD GP 2023 ～K’FESTA.6～ 【K-1 WORLD GPスーパー・ウェルター級タイトルマッチ】         | 2023年3月12日  |
| ○    | 森田奈男樹                                   | 2R 0:22 KO（左ストレート）          | K-1 WORLD GP 2022 in Osaka                                                                   | 2022年12月11日 |
| ○    | アビラル・ヒマラヤン・チーター               | 3R 3:02 KO（左フック→左ハイキック） | K-1 WORLD GP 2022 JAPAN～よこはまつり～                                                      | 2022年9月11日  |
| ○    | ペットナリン・クルーア1T                     | 3R KO                               | ラジャダムナン・スタジアム                                                                   | 2020年1月5日   |
| ×    | セーンポン・ペッパチャラアカデミー           | 5R終了 判定                         | ラジャダムナン・スタジアム                                                                   | 2019年10月16日 |
| ×    | セーンポン・ペッパチャラアカデミー           | 5R終了 判定                         | ラジャダムナン・スタジアム                                                                   | 2019年9月19日  |
| ○    | 日菜太                                       | 3R終了 判定3-0                      | K.O CLIMAX 2019 SUMMER KICK FEVER                                                            | 2019年8月18日  |
| ○    | フェリペ・ロド                               | 5R終了 判定                         | ラジャダムナン・スタジアム                                                                   | 2019年6月27日  |
| ○    | サクモンコン・ソー.ソマイ                    | 3R KO                               | ラジャダムナン・スタジアム                                                                   | 2019年5月16日  |
| ×    | ペッタノン・ペットファーガス                 | 3R終了 判定0-3                      | 武林風                                                                                       | 2019年1月19日  |
| ○    | ハッサン・トイ                               | 3R終了 判定3-0                      | 武林風                                                                                       | 2019年1月19日  |
| ○    | モン・チンハオ                               | 3R終了 判定3-0                      | 武林風                                                                                       | 2018年11月3日  |
| ×    | アレクセイ・ウリアノフ                       | 3R終了 判定                         | 武林風                                                                                       | 2018年9月1日   |
| ○    | 王鵬飛                                       | 3R終了 判定3-0                      | 武林風                                                                                       | 2018年7月7日   |
| ×    | Yohann Drai                                  | 3R終了 判定                         | All Star Fight 3                                                                             | 2018年4月28日  |
| ○    | Dzianis Zuev                                 | 3R終了 判定                         | Kunlun Fight 71                                                                              | 2018年4月1日   |
| ×    | マラット・グレゴリアン                       | 2R 2:56 KO（右ストレート）          | WKunlun Fight 65 - World MAX 2017 Final 16                                                   | 2017年8月27日  |
| ○    | T-98                                         | 2R TKO（左ローキック）              | Kunlun Fight 64 Group O Tournament Final                                                     | 2017年7月15日  |
| ○    | Cedric Manhoef                               | 3R+延長1R終了 判定3-0               | Kunlun Fight 64 Group O Tournament Semi-Finals                                               | 2017年7月15日  |
| ○    | Gabriel Mazzetti                             | 3R終了 判定3-0                      | Kunlun Fight 62                                                                              | 2017年6月10日  |
| ×    | Artem Pashporin                              | 3R終了 判定                         | Kunlun Fight 60 Group G Tournament Final                                                     | 2017年4月23日  |
| ○    | Li Zhuangzhuang                              | 1R 2:33 KO（左ストレート）          | Kunlun Fight 60 Group G Tournament Semi-Finals                                               | 2017年4月23日  |
| ×    | モハメド・カマル                             | 3R終了 判定                         | Enfusion Live 47                                                                             | 2017年3月18日  |
| ×    | スーパーボン・バンチャメーク                 | 3R 2:40 KO（右フック）              | Kunlun Fight 56 - World MAX 2016, Final                                                      | 2017年1月1日   |
| ○    | ダビッド・キリア                             | 3R+延長1R終了 判定                  | Kunlun Fight 56 - World MAX 2016, Semi Finals                                                | 2017年1月1日   |
| ○    | Tian Xin                                     | 3R終了 判定3-0                      | Kunlun Fight 53 - World MAX 2016 Final 8                                                     | 2016年9月24日  |
| ○    | イ・ソンヒョン                               | 3R終了 判定3-0                      | Kunlun Fight 50 – World MAX 2016 Final 16                                                    | 2016年8月20日  |
| ○    | Gu Hui                                       | 3R終了 判定3-0                      | Kunlun Fight 45 - World MAX 2016 Group M Tournament Final                                    | 2016年6月5日   |
| ○    | ウォーレン・スティーブルマンズ               | 3R終了 判定3-0                      | Kunlun Fight 45 - World MAX 2016 Group M Tournament Semi Finals                              | 2016年6月5日   |
| ×    | 邱建良                                       | 3R+延長1R終了 判定                  | Glory of heroes 1                                                                            | 2016年4月2日   |
| ○    | Eduart Paci                                  | 3R終了 判定3-0                      | Super Muay Thai                                                                              | 2016年3月6日   |
| ○    | ドン・ザーチー                               | 1R 3:00 KO（左ストレート）          | 武林風                                                                                       | 2016年1月23日  |
| ○    | Sergey Kulyaba                               | 3R終了 判定3-0                      | Super Muay Thai                                                                              | 2015年12月5日  |
| ○    | 謝雷                                         | 3R終了 判定                         | 武林風                                                                                       | 2015年8月22日  |
| ×    | 楊茁                                         | 3R+延長1R終了 判定1-2               | 武林風 2015                                                                                  | 2015年7月4日   |
| ○    | 邱建良                                       | 3R終了 判定                         | 武林風 2015                                                                                  | 2015年3月7日   |
| ○    | Guo Dongwang                                 | 3R終了 判定                         | Wu Lin Feng 2015 World 67 kg Tournament Final 16                                             | 2015年3月7日   |
| ○    | デンパノム・ロングリアンキラーコラート       | 4R TKO                              | ラジャダムナン・スタジアム                                                                   | 2015年2月12日  |
| ○    | ジンリートーン・シートラーンフェリー         | 3R終了 判定                         | MAX Muay Thai                                                                                | 2014年12月7日  |
| ○    | Adaylton Freitas                             | 3R終了 判定                         | MAX Muay Thai                                                                                | 2014年12月7日  |
| ○    | Khaial Dzhaniev                              | 2R KO                               | Max Muay Thai                                                                                | 2014年8月3日   |
| ○    | Kamen Picken                                 | 1R KO（肘打ち）                     | Max Muay Thai                                                                                | 2014年6月8日   |
| ○    | Mike '300' Demetriou                         | 2R TKO（レフェリーストップ）        | MAX Muay Thai 7                                                                              | 2014年3月29日  |
| ○    | Naimjon Tuhtobaev                            | 3R終了 判定                         | MAX Muay Thai 7                                                                              | 2014年3月29日  |
| ○    | Tie Yinghua                                  | 3R終了 判定3-0                      | MAX Muay Thai 6                                                                              | 2014年2月16日  |
| ×    | パコーン・PKセンチャイムエタイジム           | 5R終了 判定                         | ラジャダムナン・スタジアム                                                                   | 2013年11月6日  |
| ○    | ドン・ザーチー                               | 1R KO（膝蹴り）                     | Max Muay Thai 3                                                                              | 2013年8月10日  |
| ○    | Parnphet Chor.Na Patalung                    | 5R終了 判定                         | ラジャダムナン・スタジアム                                                                   | 2012年10月11日 |
| ○    | トンチャイ・シッソンピーノーン               | 3R TKO（レフェリーストップ）        | ルンピニー・スタジアム                                                                       | 2012年8月7日   |
| ○    | Yetkin Ozkul                                 | 5R終了 判定                         | WBC Battle of the belts                                                                      | 2012年6月9日   |
| ×    | ペッブンチュウ・F.A・グループ                | 5R終了 判定                         | ラジャダムナン・スタジアム                                                                   | 2012年3月12日  |
| ○    | シントンノーイ・ポーティラックン             | 5R終了 判定                         | ラジャダムナン・スタジアム                                                                   | 2012年1月26日  |
| ×    | ゴーンサック・PKセーンチャイムエタイジム     | 5R終了 判定                         | ラジャダムナン・スタジアム                                                                   | 2011年12月22日 |
| ○    | 増田博正                                     | 2R 1:22 TKO（レフェリーストップ）   | タイ・バンコク国立競技場 【WBCムエタイ世界ライト級王座決定戦】                               | 2011年11月4日  |
| ○    | 大和哲也                                     | 5R終了 判定3-0                      | WBCムエタイ・ジャパン第2回大会 「The Path to the World Champion」                            | 2011年10月2日  |
| ×    | パコーン・PKセンチャイムエタイジム           | 5R終了 判定                         | ラジャダムナン・スタジアム                                                                   | 2011年8月18日  |
| ○    | Phetaik Kiatyongyuth                         | 5R終了 判定                         | ラジャダムナン・スタジアム                                                                   | 2011年7月13日  |
| ○    | Zhang Junyong                                | 3R KO（左ローキック）               | Wushu vs Muaythai                                                                            | 2011年6月11日  |
| ○    | ノンオー・シットオー                         | 5R終了 判定                         | ラジャダムナン・スタジアム                                                                   | 2011年5月5日   |
| ○    | ノンオー・シットオー                         | 5R終了 判定                         | ルンピニー・スタジアム                                                                       | 2011年3月31日  |
| ○    | Tukkatathong Phetphayathai                   | 5R終了 判定                         | ラジャダムナン・スタジアム                                                                   | 2011年1月31日  |
| ○    | Jaroenchai Aooddonmuang                      | 5R終了 判定                         | ラジャダムナン・スタジアム                                                                   | 2011年1月6日   |
| ○    | Li Teng                                      | 3R KO（膝蹴り）                     | Bruce Lee 70th Birthday Celebrations                                                         | 2010年12月18日 |
| ×    | パコーン・PKセンチャイムエタイジム           | 5R終了 判定                         | ルンピニー・スタジアム                                                                       | 2010年11月2日  |
| ○    | ゴーンナコーンバーン・ソー・キットルンロート | 5R終了 判定                         | ラジャダムナン・スタジアム                                                                   | 2010年10月7日  |
| ×    | シントンノーイ・ポーティラックン             | 5R終了 判定                         | ルンピニー・スタジアム                                                                       | 2010年9月7日   |
| ×    | シントンノーイ・ポーティラックン             | 5R終了 判定                         | ラジャダムナン・スタジアム                                                                   | 2010年6月10日  |
| ○    | Mongkonchai Petsuphapan                      | 4R KO                               | ルンピニー・スタジアム                                                                       | 2010年5月7日   |
| ×    | シントンノーイ・ポーティラックン             | 5R終了 判定                         | ラジャダムナン・スタジアム                                                                   | 2010年2月11日  |
| ○    | Sittisak Siangsimewgym                       | 2R KO                               | ラジャダムナン・スタジアム                                                                   | 2009年12月23日 |
| ○    | Albert Chey Veera                            | 5R終了 判定                         | A1 Lyon                                                                                      | 2009年11月28日 |
| ○    | Sitthisak Phetphayathai                      | 5R終了 判定                         | ラジャダムナン・スタジアム                                                                   | 2009年10月1日  |
| ×    | ノンオー・シットオー                         | 5R終了 判定                         | ラジャダムナン・スタジアム                                                                   | 2009年8月6日   |
| ○    | ゲーオ・フェアテックス                       | 5R終了 判定                         | M-1 Fairtex Muay Thai Challenge                                                              | 2009年6月21日  |
| ○    | サゲッダーオ・ペットパヤタイ                 | 5R終了 判定                         | ラジャダムナン・スタジアム                                                                   | 2009年6月1日   |
| ○    | Fahmai Skindewgym                            | 5R終了 判定                         | ラジャダムナン・スタジアム                                                                   | 2009年4月30日  |
| ×    | ペッブンチュウ・F.A・グループ                | 5R終了 判定                         | ルンピニー・スタジアム                                                                       | 2009年3月6日   |
| ○    | アトム山田                                   | 5R終了 判定                         | 英雄伝説 新春武術チャリティナイト                                                            | 2009年1月18日  |
| ○    | Phet-Asawin Seesanferry                      | 3R KO                               | ラジャダムナン・スタジアム                                                                   | 2008年12月22日 |
| ○    | サゲッダーオ・ペットパヤタイ                 | 5R終了 判定                         | ラジャダムナン・スタジアム                                                                   | 2008年11月13日 |
| △    | Petto Sitjaophor                             | 5R終了 判定                         | ラジャダムナン・スタジアム                                                                   | 2008年11月13日 |
| ○    | サゲッダーオ・ペットパヤタイ                 | 5R終了 判定                         | ルンピニー・スタジアム                                                                       | 2008年8月22日  |
| ○    | アヌワット・ゲーオサムリット                 | 5R終了 判定                         | ラジャダムナン・スタジアム                                                                   | 2008年7月31日  |
| ○    | Tuktatong Chengsimiewgym                     | 5R終了 判定                         | ルンピニー・スタジアム                                                                       | 2008年7月1日   |
| ○    | Chok Eminentair                              | 5R終了 判定                         | ラジャダムナン・スタジアム                                                                   | 2008年6月2日   |
| ○    | サゲッダーオ・ペットパヤタイ                 | 5R終了 判定                         | ラジャダムナン・スタジアム                                                                   | 2008年4月28日  |
| ×    | サゲッダーオ・ペットパヤタイ                 | 5R終了 判定                         | ルンピニー・スタジアム                                                                       | 2008年3月4日   |
| ○    | Samsamut Kiatchongkhao                       | 2R TKO                              | ラジャダムナン・スタジアム                                                                   | 2008年1月31日  |
| ×    | Chadeth Infinity                             | 5R終了 判定                         | ラジャダムナン・スタジアム                                                                   | 2007年12月20日 |
| ×    | Loh-ngern Pitakkruchaidan                    | 5R終了 判定                         | Kai Yang Har Dao Tournament, 1st Round                                                       | 2007年11月29日 |
| ×    | センチャイ・PKセンチャイムエタイジム         | 5R終了 判定                         | ルンピニー・スタジアム                                                                       | 2007年10月11日 |
| ○    | Jaroenchai Kesa-Gym                          | 5R終了 判定                         | ラジャダムナン・スタジアム                                                                   | 2007年8月2日   |
| ○    | ルーシラー・チュムペートゥア                 | 5R終了 判定                         | ラジャダムナン・スタジアム                                                                   | 2007年6月21日  |
| ×    | シンダム・ギャットムー9                      | 5R終了 判定                         | ルンピニー・スタジアム                                                                       | 2007年5月22日  |
| ○    | Ronnachai Naratreekun                        | 5R終了 判定                         | ラジャダムナン・スタジアム                                                                   | 2007年3月29日  |
| ×    | Orono Tawan                                  | 5R終了 判定                         | ラジャダムナン・スタジアム                                                                   | 2007年2月14日  |
| ○    | Nongbee Kiatyongyut                          | 5R終了 判定                         | ラジャダムナン・スタジアム                                                                   | 2007年1月18日  |

### プロボクシング
| プロボクシング 戦績 | プロボクシング 戦績 | プロボクシング 戦績 | プロボクシング 戦績 | プロボクシング 戦績 | プロボクシング 戦績 | プロボクシング 戦績 |
| ------------------- | ------------------- | ------------------- | ------------------- | ------------------- | ------------------- | ------------------- |
| 10 試合             | (T)KO               | 判定                | その他              | 引き分け            | 無効試合            |                     |
| 9 勝                | 4                   | 5                   | 0                   | 0                   | 0                   |                     |
| 1 敗                | 1                   | 0                   | 0                   | 0                   | 0                   |                     |

| 戦           | 日付           | 勝敗 | 時間    | 内容    | 対戦相手                       | 国籍       | 備考 |
| ------------ | -------------- | ---- | ------- | ------- | ------------------------------ | ---------- | --- |
| 1            | 2010年3月7日   | ☆    | 1R      | KO      | チャーチャイ・チュンペートー   | タイ       | |
| 2            | 2010年8月9日   | ☆    | 2R      | TKO     | クラチャナ・ジョッキージム     | タイ       | タイ国スーパーフェザー級王座決定戦                                                                       |
| 3            | 2011年2月23日  | ☆    | 3R 2:47 | TKO     | 杉崎由夜（角海老宝石）         | 日本       | |
| 4            | 2012年5月28日  | ☆    | 9R 0:54 | TKO     | 金東赫                         | 韓国       | OPBF東洋太平洋スーパーフェザー級タイトルマッチ                                                           |
| 5            | 2012年11月24日 | ☆    | 12R     | 判定3-0 | ラネル・スコ                   | フィリピン | OPBF王座防衛1 ABCOコンチネンタルスーパーフェザー級タイトルマッチ WBC全アジアスーパーフェザー級王座決定戦 |
| 6            | 2013年2月8日   | ☆    | 12R     | 判定3-0 | ロナルド・ポンティジャス       | フィリピン | OPBF王座防衛2                                                                                            |
| 7            | 2013年3月31日  | ☆    | 8R      | 判定3-0 | マイク・トゥンバガ             | フィリピン | |
| 8            | 2014年8月24日  | ☆    | 12R     | 判定3-0 | 中真光石（沖縄ワールドリング） | 日本       | OPBF王座防衛3                                                                                            |
| 9            | 2015年1月17日  | ☆    | 12R     | 判定3-0 | 金子大樹（横浜光）             | 日本       | OPBF王座防衛4                                                                                            |
| 10           | 2015年5月6日   | ★    | 2R 2:15 | KO      | 内山高志（ワタナベ）           | 日本       | WBAスーパー・世界スーパーフェザー級タイトルマッチ                                                        |
| テンプレート |                |      |         |         |                                |            | |

## 獲得タイトル

### ムエタイ
- ラジャダムナン・スタジアム認定バンタム級王座
- WMC世界フェザー級王座
- ラジャダムナン・スタジアム認定フェザー級王座
- WBCムエタイ世界フェザー級王座
- ラジャダムナン・スタジアム認定スーパーフェザー級王座
- WBCムエタイ世界ライト級王座
- 67kg契約MAXムエタイ4MANトーナメント 優勝
- WLF世界67kg級トーナメント 準優勝
- Kunlun Fight 70kg WORLD MAX 2016トーナメント 準優勝

### プロボクシング
- タイスーパーフェザー級王座
- 第41代OPBF東洋太平洋スーパーフェザー級王座（防衛4）
- ABCOコンチネンタルスーパーフェザー級王座
- 初代WBC全アジアスーパーフェザー級王座

## 受賞歴

### ムエタイ
- 2006年度年間MVP

### プロボクシング
- ABCO表彰式
  - 2012年度年間最高試合（ジョムトーン・チュワタナ 対 ラネル・スコ）